# Alkoun holubí
Alkoun holubí (Cepphus columba) je pták z řádu dlouhokřídlých. Poprvé jej popsal Pallas ve své publikaci v roce 1811. Obecně se rozděluje na několik poddruhů:
- Cepphus columba columba
- Cepphus columba eureka
- Cepphus columba kaiurka
- Cepphus columba snowi – alkoun holubí Snowův

## Popis

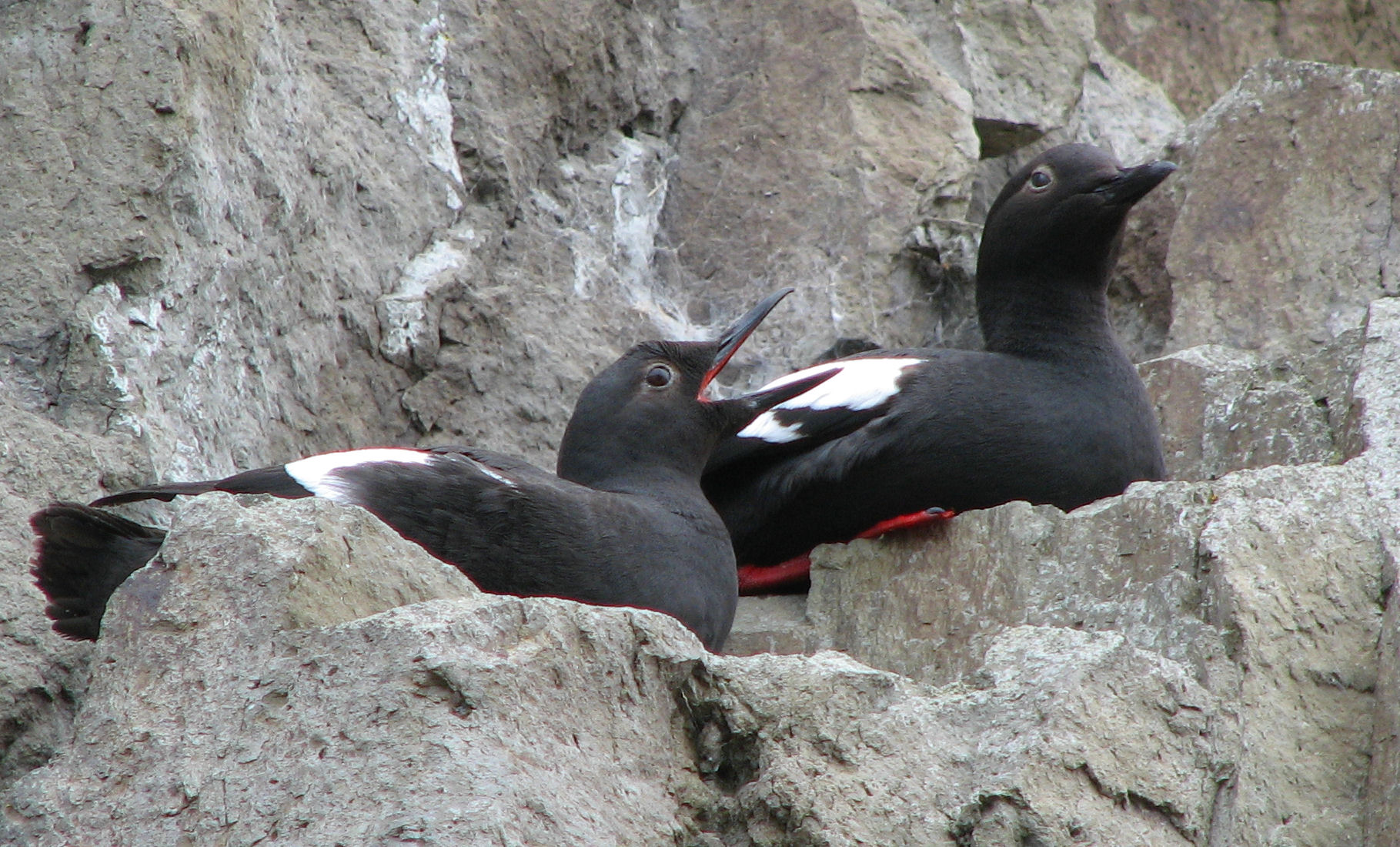
Alkouni holubí na útesu

Alkoun holubí je malý až středně velký pták s téměř celočerným tělem a nevýrazným pohlavním dimorfismem. Je o něco menší než jeho příbuzný alkoun úzkozobý.Délka jeho těla se pohybuje okolo 38 a 40 cm, rozpětí křídel je dokonce okolo 68 cm. Oproti většině ostatních alek má alkoun holubí poměrně dlouhý zobák černé barvy. Nohy jsou středně dlouhé a krvavě červené. Jarní šat je celočerný, jen na křídlech má široký bílý štít. V létě je to jediná alka s černou spodní stranou a po celý rok má v křídle nápadné, ostře ohraničené bílé pole. Zimní šat je převážně bílý s černými špičkami křídel.
Na rozdíl od ostatních křiklavých alek má alkoun holubí tichý, zpěvný hlas. Zní jako jemné vysoké "íp" a v době jarních námluv se samec ozývá ostrým "ist-ist-ist", přičemž zobáček otvírá hodně zeširoka, takže je vidět oranžově žlutá barva jícnu.

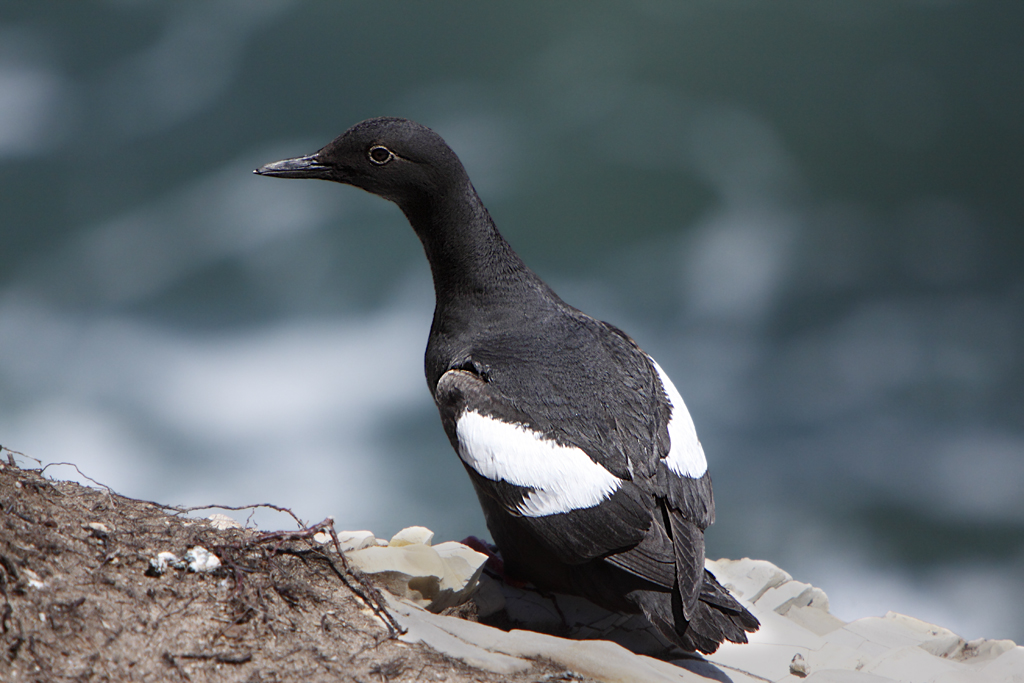

## Výskyt
Cirkumpolární druh rozšířený v chladných a studených oblastech moří. Evropská hnízdiště zasahují od irského pobřeží na jihu až na severské ostrovy na okraji plovoucího ledu, kde teplota vody ani v létě nevystupuje nad 0 °C. Alkoun holubí není pták volného moře, dává přednost pásmům tiché vody mezi ptačími ostrovy, ve fjordech a vyhledává mělké části moře. V takových místech se zdržuje po celý rok. Na ptačích útesech se usazuje na suťových kuželech při patě skalních stěn. Někdy najdeme čisté kolonie alkounů holubích na neobydlených ostrůvcích se štěrkem nebo oblázky. V ČR se alkoun holubí neobjevuje ani jako zatoulanec.

## Ekologie
Tento alkoun vytváří jen malé kolonie o tuctu párů, nebo dokonce hnízdí osaměle na úpatí ptačích hor. Na rozdíl od jiných alek klade samička dvě vejce, ale obyčejně stejně odchová jen jedno mládě. Hnědavá, tmavě skvrnitá vejce klade do štěrbin skal nebo dutin pod kameny v červnu a červenci. Hnízdící ptáci sedí tak pevně, že je možné je vzít do ruky. Mladí alkouni v šedivém prachovém šatě a zůstávají v důlku 35 až 39 dní, tedy mnohem déle než jejich příbuzní hnízdící na holých skalách. Když hnízdo opouštějí, dovedou dobře létat a jsou samostatní.
Alkouni holubí hledají potravu převážně na dně moře, jsou to totiž dobří potápěči. Svá mláďata krmí také převážně malými rybkami, dospělí však loví především různé korýše, mořské červy, měkkýše a polypy. Ryby jsou pro dospělé ptáky spíše jen zákuskem.